# Syrphus annulifemur
Syrphus annulifemur är en tvåvingeart som beskrevs av Mutin 1997. Syrphus annulifemur ingår i släktet solblomflugor, och familjen blomflugor. Inga underarter finns listade i Catalogue of Life.